# Squash ai I Giochi panamericani giovanili
Le competizioni di squash ai I Giochi panamericani giovanili si sono svolte dal 26 novembre al 1 dicembre a Yumbo, in Colombia

## Podi

### Ragazzi
| Evento         | Oro                                                            | Argento                                                | Bronzo                                                               |
| Singolare      | Leonel Cárdenas                                                | Matias Knudsen                                         | Junior Alejandro Franco                                              |
| Singolare      | Leonel Cárdenas                                                | Matias Knudsen                                         | Miguel Gonzalo Pujol                                                 |
| Doppio         | Colombia Juan Torres Lara Martias Knudsen                      | Messico Juan Sebastian Salazar Leonardo Vargas         | Argentina Jeremias Azaña Cornejo Miguel Gonzalo Pujol                |
| Doppio         | Colombia Juan Torres Lara Martias Knudsen                      | Messico Juan Sebastian Salazar Leonardo Vargas         | Brasile Gabriel Garcia Pederiva Rhuan Neves de Sousa                 |
| Gara a squadre | Messico Juan Sebastian Salazar Leonardo Vargas Leonel Cárdenas | Colombia Juan Torres Lara Matias Knudsen Nicolas Serna | Argentina Jeremias Azaña Cornejo Lisandro Ortiz Miguel Gonzalo Pujol |
| Gara a squadre | Messico Juan Sebastian Salazar Leonardo Vargas Leonel Cárdenas | Colombia Juan Torres Lara Matias Knudsen Nicolas Serna | Brasile Gabriel Garcia Pederiva Rhuan Neves de Sousa Yuri Pelbart    |

### Ragazze
| Evento         | Oro                                                        | Argento                                                             | Bronzo                                                              |
| Singolare      | Marina Stefanoni                                           | Dina Soledad Anguiano                                               | Maria Paula Moya                                                    |
| Singolare      | Marina Stefanoni                                           | Dina Soledad Anguiano                                               | Lucia Pola Sarmiento                                                |
| Doppio         | Messico Fabiola Cabello Paola Michelle Franco              | Colombia Maria clara Velasquez Valentina Sierra                     | Guatemala Darlyn Sandoval Rodríguez Maria Fernanda Pinot Forno      |
| Doppio         | Messico Fabiola Cabello Paola Michelle Franco              | Colombia Maria clara Velasquez Valentina Sierra                     | Ecuador Maria Caridad Buenaño Maria Emilia Falconi                  |
| Gara a squadre | Stati Uniti Lucie Stefanoni Marina Stefanoni Serena Daniel | Messico Dina Soledad Anguiano Fabiola Cabello Paola Michelle Franco | Ecuador Maria Caridad Buenaño Maria Emilia Falconi Maria Paula Moya |
| Gara a squadre | Stati Uniti Lucie Stefanoni Marina Stefanoni Serena Daniel | Messico Dina Soledad Anguiano Fabiola Cabello Paola Michelle Franco | Canada Hannah Blatt Iman Shaheen Sydney Elizabeth Maxwell           |

### Misto
| Evento | Oro                                           | Argento                                        | Bronzo                                      |
| Doppio | Messico Dina Soledad Anguiano Leonel Cárdenas | Colombia Lucia Paola Sarmiento Nicolas Londaño | Ecuador David Costales Maria Paula Moya     |
| Doppio | Messico Dina Soledad Anguiano Leonel Cárdenas | Colombia Lucia Paola Sarmiento Nicolas Londaño | Argentina Lisandro Ortiz Valentina Portieri |